# 씨 리얼
《씨 리얼》(SeeReal)은 E채널과 채널뷰에서 편성한 버라이어티 및 교양 프로그램이다.
프로그램의 주요 내용으로는 관찰 카메라를 통해 놀라운 장면을 알릴 수 있는 것을 주로 출연하고 있으며, 때로는 TV 동물농장처럼 반려동물까지도 출연하기도 한다. 시청가로는 15세 이상 시청가이다.

## NEW 씨리얼
《NEW 씨리얼》은 씨리얼의 개량판으로 내용은 기존의 씨리얼과 같다.

## 같이 보기
- E채널